# Griffithsochloa
Griffithsochloa G.J.Pierce é um género botânico pertencente à família Poaceae, subfamília Chloridoideae.